# Černý vlk (film)
Černý vlk je československý kriminální film režiséra Stanislava Černého z roku 1971 podle stejnojmenné předlohy Karla Fabiána.

## Více o filmu
Drama Černý vlk je prvním celovečerním filmem natočeným pod režií Stanislava Černého (specialisty na vojenskou tematiku). Film vykresluje obtížné poslání strážců hranic v socialistickém Československu na československo-německé státní hranici na Šumavě a jejich služebních psů. Ideově je film koncipován jako drama o pohraničnících, kteří na jedné straně mají pochopení a lásku pro své psy, ale na druhé straně jsou uvědoměle tvrdí vůči zločinným narušitelům hranic jakož i jejich kapitalistickým pomahačům. Film Černý vlk vznikl v roce 1971 u příležitosti oslav 20. výročí založení Pohraniční stráže.

## Obsazení
| František Peterka      | dřevorubec Franěk           |
| Radovan Lukavský       | kapitán Hájek               |
| Josef Hajdučík         | psovod Štencl zvaný Bambula |
| Petr Haničinec         | nadporučík Tomíček          |
| Jiří Holý              | praporčík Stogončík         |
| Rudolf Jelínek         | střelec Josef Kučera        |
| Miloš Willig           | podplukovník kontrarozvědky |
| Václav Švorc           | major kontrarozvědky        |
| Jan Pohan              | poručík kontrarozvědky      |
| Drahoslava Landsmanová | Inge Čermáková              |
| Oldřich Velen          | Gustl Grünnfeld             |
| Karel Augusta          | kuchař                      |
| Marta Richterová       | Mařenka                     |

## Tvůrci
- námět: Karel Fabián reportážní román Černý vlk
- scénář: Karel Fabián, Stanislav Černý, Karel Cop
- režie: Stanislav Černý
- kamera: Jiří Tarantík
- hudba: Miloš Vacek
- střih: Miroslav Hájek
- zvuk: Ladislav Hausdorf, Dobroslav Šrámek
- kostýmy: Fernand Vácha, Eva Lackingerová
- masky: Jaroslav Čermák
- dramaturgie: Pavel Klemens
- a další

## Zajímavosti
- Psí herec, který ztvárňoval postavu černého vlka měl několik psích dabérů, z nichž každý měl poněkud jinou „psí“ povahu.[2] Pes „Iso“ byl „zlý“ zatímco „Brony“ byl „hodný“, tretí pes – „Cigo“ se dokázal plazit (Cigo byl psí otec „Isa“ a „Bronyho“).[2]
- Příslušníci pohraniční stráže vozili psí herce na natáčení z různých rot.[2]
- Fenka, která měla mláďata s černým vlkem, se jmenoval „Líza“.[2]
- Během natáčení ale štěňata rychle rostla a tak musela být (spolu s fenkou) obměňována.[2]
- Psovod, jenž se během natáčení o psí herce staral, místo aby odešel do civilu zůstal po splnění svojí vojenské prezenční služby dále v uniformě u pohraniční stráže.[2]